# Canxedon
Canxedon là một dạng ẩn tinh của silica, gồm rất nhiều hạt thạch anh và moganit rất nhỏ mọc xen kẽ. Thạch anh và moganit giống nhau về thành phần chỉ khác nhau về cấu tạo tinh thể, thạch anh thuộc hệ tinh thể ba phương còn moganit thuộc hệ tinh thể đơn tà.
Canxedon là biểu tượng của chòm sao Nhân Mã trong cung hoàng đạo, năng lượng cảm xạ có tác dụng tới các luân xa tùy thuộc vào màu sắc của đá.
Canxedon có ánh sáp, và có thể trong suốt hoặc đục. Nó được tìm thấy trong tự nhiên với nhiều màu sắc khác nhau, nhưng màu phổ biến là trắng đến xám hoặc nâu nhạt đến gần như đen. Màu của canxedon trên thị trường thường được xử lý bằng cách nhuộm hoặc gia nhiệt.
Canxedon được phiên âm từ tiếng Latinh chalcedonius. Tên này xuất hiện trong quyển Naturalis Historia của Gaius Plinius Secundus dùng ám chỉ tính mờ của Jasper. Tên gọi này có thể xuất phát từ thị trấn Chalcedon ở vùng Tiểu Á.  Trong tiến Hy Lạp khalkedon (χαλκηδών) cũng xuất hiện trong quyển Book of Revelation (Apc 21,19). Nó là hapax legomenon vì rất khó để nói rằng các đá quý được đề cập trong Kinh Thánh có phải vùng loại này với tên hiện tại hay không.

## Các loại canxedon
Canxedon trong tự nhiên có rất nhiều loại khác nhau, và nó được xem là loại đá bán quý:
Agat là một dạng của canxedon với cấu tạo vân tròn đồng tâm.
Carnelian là một dạng canxedon nâu đỏ trong suốt. Màu của nó biến đổi từ màu cam nhạt đến đen. Trong khi đó sard chủ yếu là màu đen.
Chrysoprase là canxedon màu lục và cũng là màu của niken oxide. Loại có sắc tối hơn được gọi là prase. Tuy nhiên, prase cũng thường được mô tả là thạch anh lục.
Heliotrope là loại canxedon màu lục có chứa các thể vùi oxide sắt làm cho nó có màu đỏ máu nên còn được gọi là bloodstone. Một loại khác tương tự Heliotrop có màu vàng được gọi là plasma.
Agat xanh rêu chứa các sợi màu xanh làm cho nó có màu rêu. Cấu tạo của nó không hoàn toàn giống như agat vì nó không có vân tròn đồng tâm.
Mtorolit là canxedon màu lục trong thành phần có chứa crôm được tìm thấy ở Zimbabwe.
Onyx là một loại agat có vân đen và trắng xen kẽ, còn loại có vân nâu và trắng là sardonyx.

## Thư viện hình

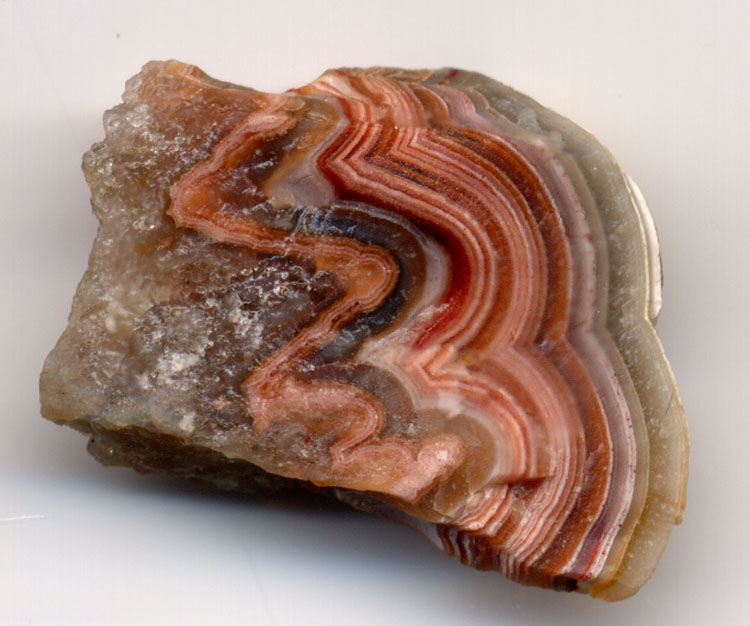
Agat
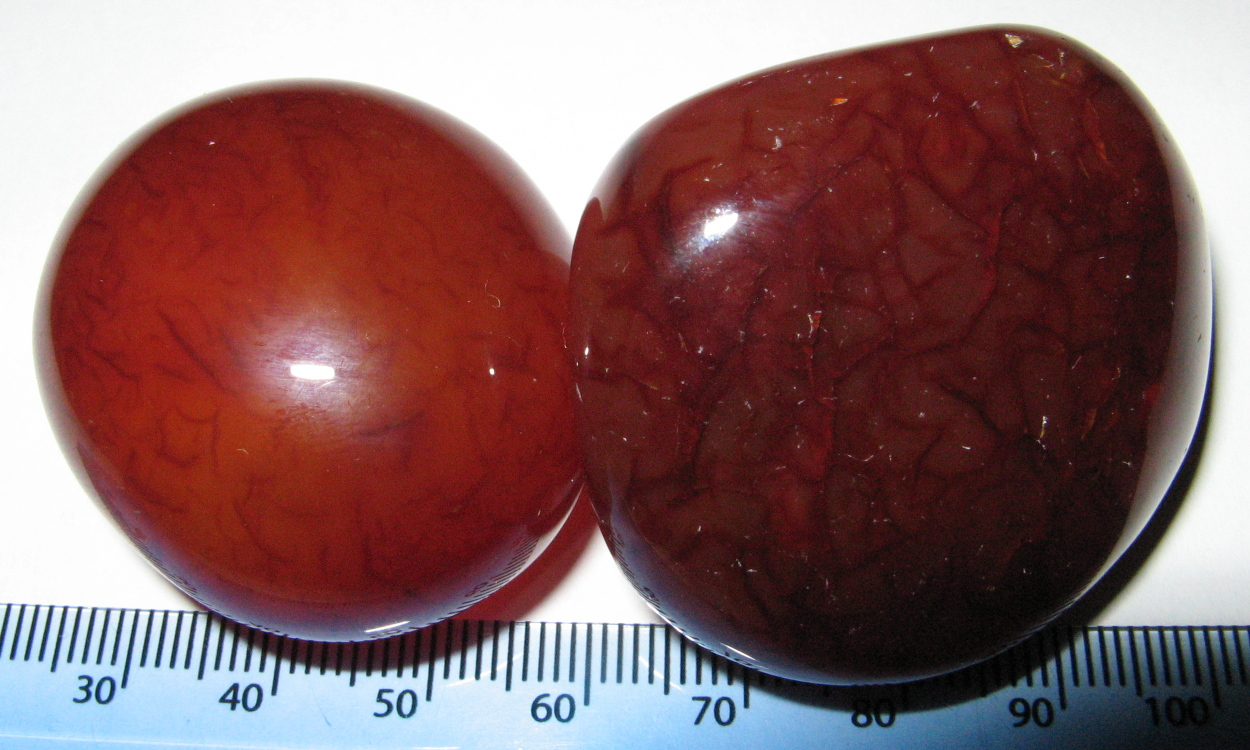
Carnelian
ChrysopraseChrysoprase
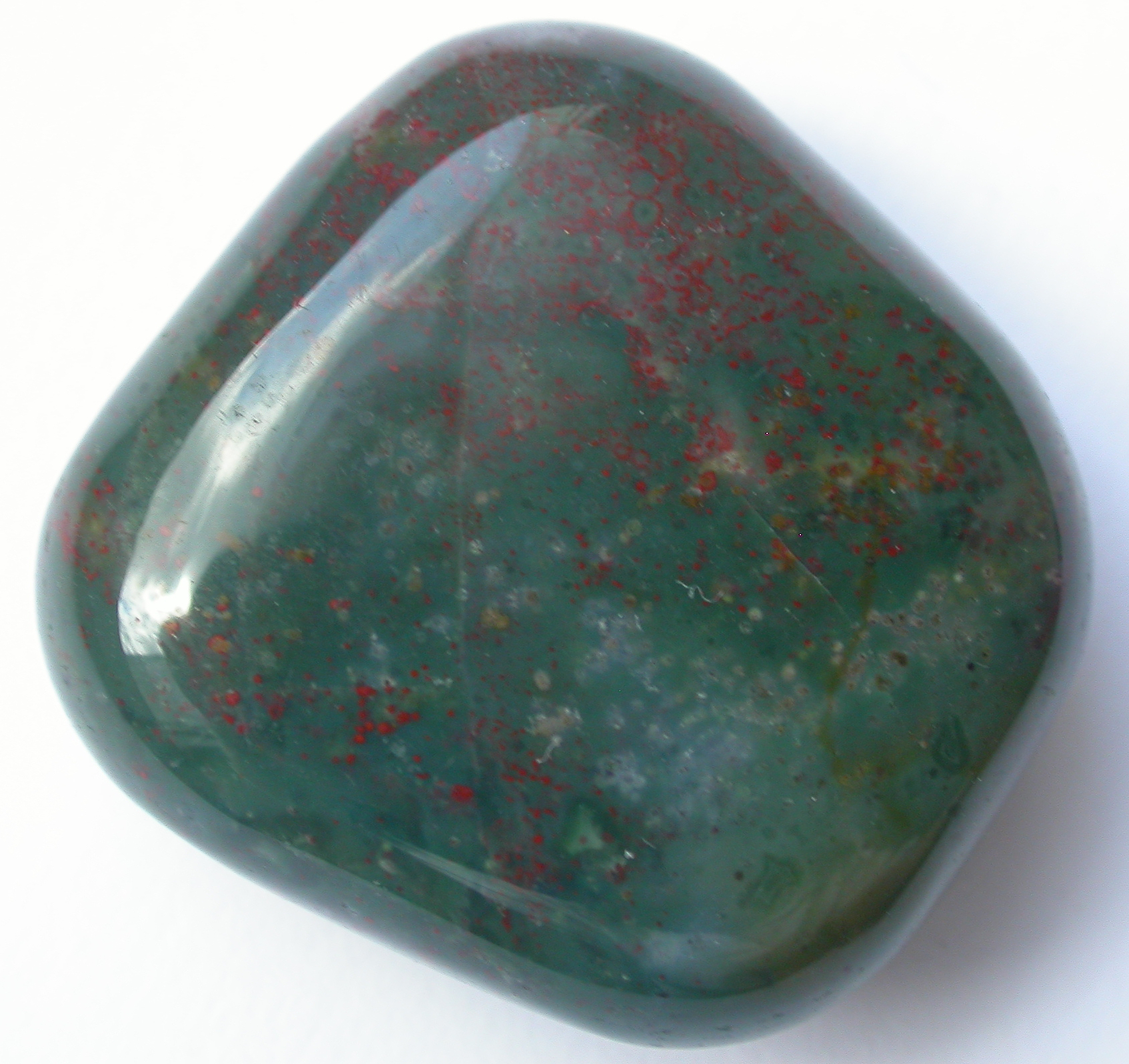
Heliotrop, hay "bloodstone"
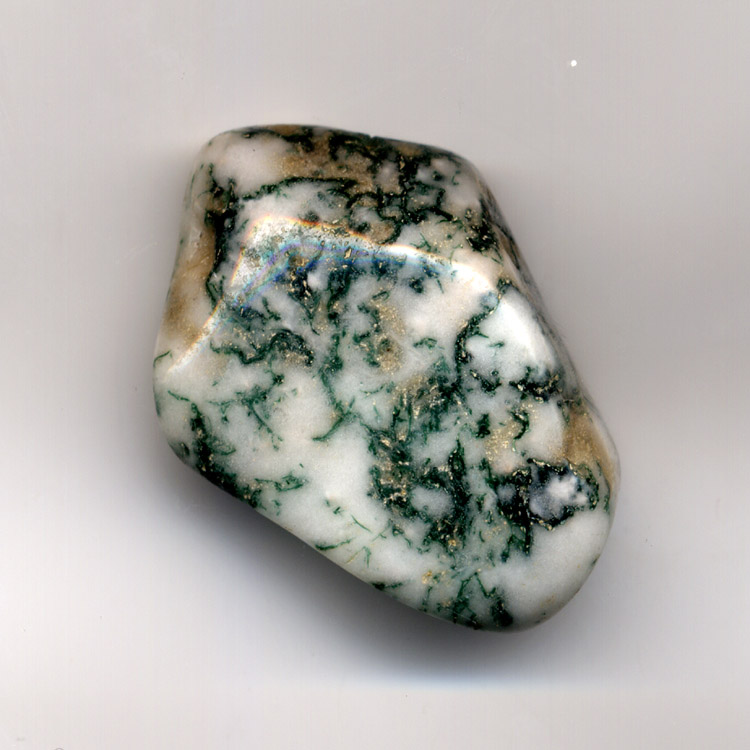
Agat xanh rêu
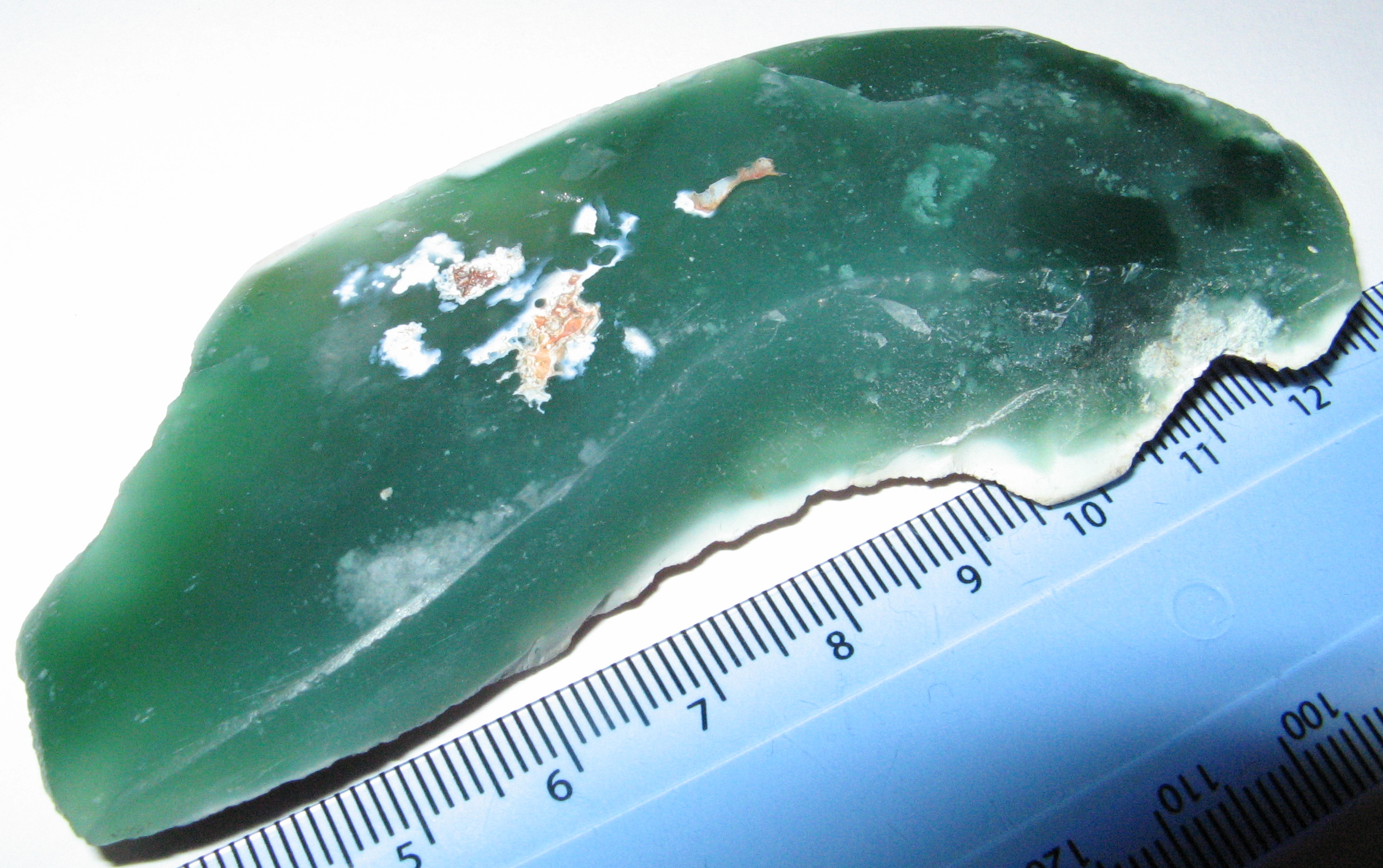
Mtorolit

## Lịch sử

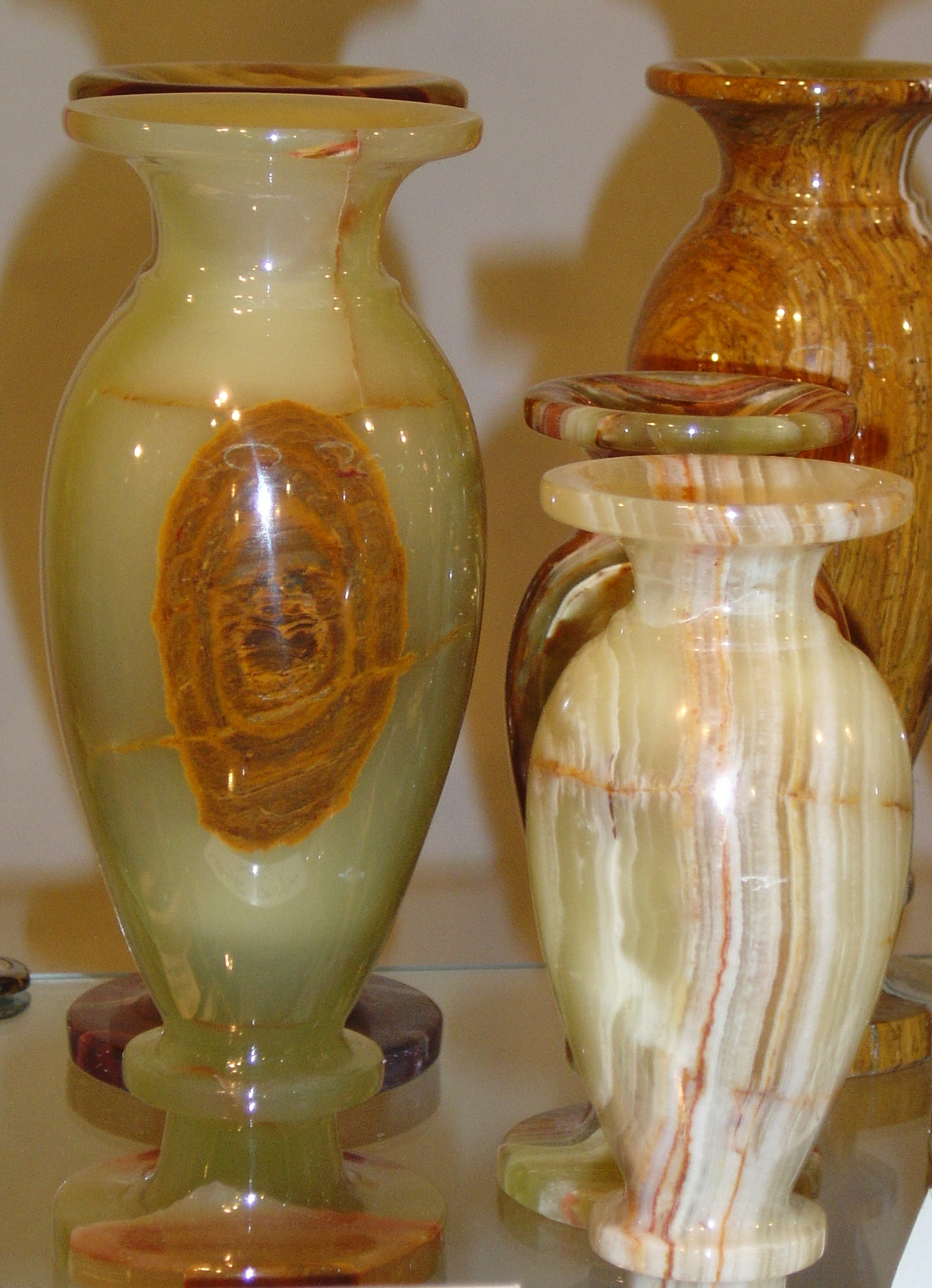
Bình bằng agat

Vào thời kỳ đồ đồng canxedon được sử dụng ở vùng Địa Trung Hải; chẳng hạn ở Crete thời Minos tại cung điện Knossos, các con dấu bằng canxedon được tìm thấy có niên đại khoảng 1800 TCN. Người dân sống dọc theo con đường thương mai Trung Á sử dụng rất nhiều loại canxedon như: carnelian để khảm vào nhẫn. Tên gọi chalcedony được lấy từ tên của thành phố cổ Chalkedon theo tiếng Phoenicia ở Tiểu Á, tiếng Anh thì gọi là Chalcedon, ngày nay là Kadıköy, một quận của Istanbul.

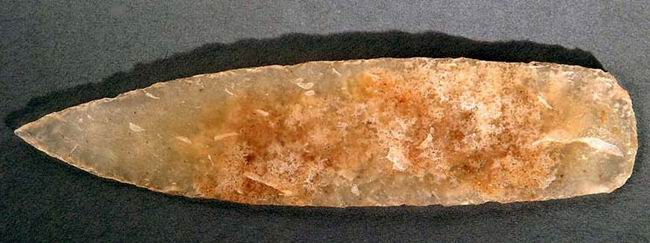
Dao canxedon, 1000-1200 Công Nguyên

- Người ta cho rằng, canxedon màu xanh da trời có khả năng giải thoát người chủ khỏi cơn giận dữ và nỗi sầu muộn. Theo quan niệm cổ xưa, trong canxedon chứa trong mình các túi khí và ete, vì vậy có tác dụng làm an bình tâm lý tình cảm của con người. Khuyên đeo đồ trang sức bằng canxedon đối với những người dễ bị kích động, ngoài ra nó còn giúp điều trị bệnh loạn thần kinh và chức năng trầm uất.
- Theo các văn bản viết tay cổ, canxedon cũng giống như agat là bùa hộ mệnh của những người đi biển. Canxedon cũng được coi là viên đá của tình yêu, nó thu hút trái tim của đàn ông về phía phụ nữ. Canxedon mang trong nó tính nữ vừa ban tặng cuộc sống và đồng thòi đầy mâu thuẫn. Người Mông cổ gọi những viên canxedon màu xanh da trời được tìm thấy trong sa mạc Gobi là "đá niềm vui" và tin rằng chúng có khả năng xua đuổi nỗi buồn và tạo ra tâm trạng hứng khởi. Trong một văn bản cổ của Ấn Độ nói rằng loại đá này có ánh sáng của ý thức tinh khiết. Đồ trang sức bằng canxedon màu xanh da trời có khả năng loại trừ nỗi sợ hãi, đem đến cho người chủ niềm tin vào sức mạnh của chính mình.

## Hóa học

### Cấu trúc
Canxedon từng có thời được coi là trạng thái dạng sợi của thạch anh ẩn tinh. Tuy nhiên, gần đây người ta đã chứng minh rằng nó có chứa dạng đa hình đơn tà của thạch anh, gọi là moganit. Tỷ lệ theo khối lượng của moganit trong một mẫu vật canxedon điển hình có thể dao động trong khoảng từ ít hơn 5% tới trên 20%. Sự tồn tại của moganit từng có thời bị coi là đáng ngờ, nhưng hiện nay nó được Hiệp hội Khoáng vật học Quốc tế (IMA) chính thức công nhận.

### Tính hòa tan
Canxedon dễ hoàn tan hơn thạch anh trong điều kiện nhiệt độ thấp, kể cả hai khoáng vật trên đồng nhất về thành phần hóa học. Vì canxedon có hạt rất mịn nên tỷ số bề mặt/thể tích là rất lớn. Tính tan cũng một phần nhờ sự có mặt của moganit.
Bảng dưới đây đưa ra các nồng độ cân bằng của silic hòa tan tổng cộng trong nước tinh khiết được tính toán bởi PHREEQC sử dụng cơ sở dữ liệu llnl.dat. 
| Nhiệt độ (°C) | Độ hòa tan của thạch anh (mg/L) | Độ hòa tan của canxedon (mg/L) |
| ------------- | ------------------------------- | ------------------------------ |
| 0,01          | 0,68                            | 1,34                           |
| 25.0          | 2,64                            | 4,92                           |
| 50,0          | 6,95                            | 12,35                          |
| 75,0          | 14,21                           | 24,23                          |
| 100,0         | 24,59                           | 40,44                          |